# Trouble the Water
Trouble the Water è un documentario del 2008 diretto da Carl Deal e Tia Lessin candidato al premio Oscar al miglior documentario.